# Ищенко, Евгений Петрович (криминалист)
Евге́ний Петро́вич И́щенко (род. 23 марта 1946, Оконешниково, Омская область, РСФСР, СССР) — советский и российский следователь, криминалист, преподаватель и политический деятель.
С 1997 по 2022 год — заведующий кафедрой криминалистики Московского государственного юридического университета им. О.Е. Кутафина. Депутат Государственной Думы Российской Федерации I созыва (1994—1995), член Центральной избирательной комиссии Российской Федерации (1994—2003).
Доктор юридических наук (1990), профессор (1992), заслуженный юрист Российской Федерации (1996), заслуженный деятель науки Российской Федерации (2007).

## Биография
Родился 23 марта 1946 года в селе Оконешниково Омской области.
В 1968 году окончил Омский политехнический институт, а в 1971 году — Свердловский юридический институт.
В 1969—1971 годах работал следователем, прокурором-криминалистом прокуратуры Омской области.

### Преподавательская деятельность
В 1972—1973 годах преподавал криминалистику в Киргизском университете.
В 1975—1993 годах — в Свердловском юридическом институте. В 1993—1994 годах — заведующий кафедрой уголовного процесса СЮИ.
В 1997—2022 годах — заведующий кафедрой криминалистики Московского государственного юридического университета им. О.Е. Кутафина.

### Научная деятельность
Основным направлением научных интересов Ищенко являются проблемы криминалистической техники и организации расследования.
В 1974 году Ищенко защитил кандидатскую диссертацию в Свердловском юридическом институте по теме «Применение синхронной записи звука и изображения при расследовании и судебном рассмотрении уголовных дел».
В 1990 году Ищенко защитил докторскую диссертацию в Московском государственном университете имени М. В. Ломоносова по теме «Алгоритмизация первоначального этапа расследования преступлений».
Под руководством Ищенко защищено 5 докторских и 40 кандидатских диссертаций.

### Политическая деятельность
В 1993 году Евгений Ищенко был избран депутатом Государственной Думы Федерального собрания Российской Федерации I созыва от ЛДПР. Входил в состав комитета по международным делам, был председателем подкомитета по международному праву и международным аспектам прав человека. По предложению фракции ЛДПР Постановлением Государственной Думы от 23 декабря 1994 года № 434-I ГД Евгений Ищенко назначен членом Центральной избирательной комиссии Российской Федерации (без сложения полномочий депутата, что допускалось для депутатов Думы первого созыва).
5 апреля 1995 года Е. П. Ищенко сложил депутатские полномочия, его мандат в тот же день передан А. Б. Шипову (ЛДПР).
По предложению фракции ЛДПР Постановлением Государственной Думы от 10 февраля 1999 г. № 3629-II ГД вновь назначен членом ЦИК России.

## Семья
Женат, имеет двух сыновей.
Евгений Петрович Ищенко — племянник Е. П. Ищенко и его полный тёзка, — в 2003—2006 годах занимал пост главы Волгограда.

## Награды и признания
- Доктор юридических наук (1990)
- Профессор (1992)
- Заслуженный юрист Российской Федерации (1996)[1]
- Заслуженный деятель науки Российской Федерации (2007)[2]

## Публикации
Имеет более 250 научных статей, монографий, учебных пособий, автор, соавтор и соредактор 8 учебников по криминалистике, рекомендованных УМО по юридическим наукам Минобразования и науки России.
Среди трудов Ищенко Е. П. можно выделить:
- Ищенко Е.П. ЭВМ в криминалистике. — Свердловск, 1987.
- Ищенко Е.П. Проблемы первоначального этапа расследования преступлений. — Красноярск, 1987.
- Ищенко Е.П. Криминалистика. Учебник. — М., 1994.; Ищенко Е.П. Криминалистика. Учебник. — М., 2000.; Ищенко Е.П., Топорков А.А. Криминалистика. Учебник / Под ред. д.ю.н., проф. Е.П. Ищенко. — Изд. 2-е, испр. и доп.. — М.: Контракт, ИНФРА-М, 2000. — 786 с. — (Высшее образование). — ISBN 5-900785-58-0. и др.